# Епархия Сен-Дени
Епархия Сен-Дени (лат. Dioecesis Pontisarensis) — епархия Римско-Католической церкви с центром в городе Сен-Дени, Франция. Епархия Сен-Дени распространяет свою юрисдикцию на территорию департамента Сен-Сен-Дени. Епархия Сен-Дени входит в митрополию Парижа. Кафедральным собором епархии Сен-Дени является церковь святого Дионисия.

## История
9 октября 1966 года Римский папа Павел VI издал буллу Qui volente Deo, которой учредил епархию Сен-Дени, выделив её из архиепархии Парижа и епархии Версаля.

## Ординарии епархии
- епископ Жак Ле Кордье (9.10.1966 — 1.04.1978);
- епископ Ги Жерар Дерубе (1.04.1978 — 8.01.1996);
- епископ Оливье де Берранже (6.09.1996 — 15.01.2009);
- епископ Паскаль Деланнуа (10.03.2009 — по настоящее время).

## Источник
- Annuario Pontificio, Libreria Editrice Vaticana, Città del Vaticano, 2003, ISBN 88-209-7422-3
- Булла Qui volente Deo  (англ.)